# 石川県道34号能都穴水線
石川県道34号能都穴水線（いしかわけんどう34ごう のとあなみずせん）は、石川県鳳珠郡能登町と鳳珠郡穴水町を結ぶ県道（主要地方道）である。

## 概要
起点から穴水町竹太までの区間および穴水町甲地内、また穴水町岩車の椿崎別荘地内から終点までは両側2車線（片側1車線）の快走路であるものの、普通自動車でもすれ違いが困難な狭隘区間が点在する。2005年（平成17年）に並行するのと鉄道能登線が廃線となってからは、能登中央バスおよび奥能登観光開発（現在の北鉄奥能登バス）による代替バスが、ここを路線設定したことで石川県が1.5車線的整備を計画。待避所を狭隘区間随所に設置し、バスの対面通行には支障が無い程度まで改善された。
能登町（旧能都町）と穴水町の間は、国道249号が山側を通るのに対し、当県道は、概ね旧のと鉄道能登線と並行して、海岸線に沿って走るコースをとっている。

### 路線データ
- 起点：鳳珠郡能登町字鵜川21字44番1地先（鵜川駅前交差点・国道249号交点）
- 終点：鳳珠郡穴水町字比良ユ17番3地先（国道249号交点）

## 歴史
- 1993年（平成5年）5月11日 - 建設省から、県道能都穴水線が能都穴水線として主要地方道に指定される[1]。
- 2021年（令和3年）7月24日 - 鹿波バイパス (0.94 km) が開通[2]。

## 地理

### 通過する自治体
- 鳳珠郡
  - 能登町
  - 穴水町

## 接続道路
- 国道249号（鳳珠郡能登町字鵜川・鵜川駅前交差点：起点）
- 国道249号（鳳珠郡穴水町字比良：終点）